# 花川戶
花川戶（日语：／ Hanakawado */?）是東京都台東區的町名，分花川戶一丁目與花川戶二丁目。人口2,354人（2013年8月1日）。郵遞區號為111-0033。

## 地理
為淺草繁華街一角，花川戶一丁目南部有東武伊勢崎線淺草站與松屋淺草店。隅田川沿岸是隅田公園一部分，是都內著名賞櫻名所。隅田公園也是7月下旬的隅田川花火大會會場之一。地域南端的吾妻橋附近是隅田川水上巴士碼頭。
位於台東區東部，鄰墨田區（吾妻橋、向島）。南與台東區雷門之間以雷門通為界，西與台東區淺草一丁目、淺草二丁目部之間以馬道通為界，北與台東區淺草六、七丁目之間以言問通為界。花川戶一丁目與花川戶二丁目之間以二天門通為界。南北向的江戶通貫穿町內。過去花川戶一帶是知名的鞋批發街。現在依然可見相關商店。區內多商店與辦公大樓，住宅多在遠離車站的地區。

### 河川、橋梁
- 隅田川
  - 吾妻橋

## 歷史
原花川戶町｡明治初年改名淺草花川戶町。1934年（昭和9年），花川戶町大部分、馬道町四丁目東半部、馬道町六丁目與山之宿町各一部分成立花川戶一丁目，山之宿町大部分、馬道町六丁目東半部、猿若町一部分
成立花川戶二丁目。1965年（昭和40年）實施新住居表示，淺草花川戶一～二丁目與淺草馬道一丁目東半部、淺草金龍山瓦町一部分合併為現行的花川戶。

### 地名由來
面對河川或海的地區稱為「戶」。此地以「櫻花樹」聞名，又臨「隅田川」，因此組成地名「花川戶」。

## 交通
鐵路
- 東武鐵道伊勢崎線■淺草站
- 東京地下鐵銀座線○淺草站 - 設有出入口。（所在地：淺草）
- 都營地下鐵淺草線○淺草站 - 設有出入口。（所在地：駒形）

水上巴士
- 東京都觀光汽船 - 隅田川行經恩賜濱離宮庭園、日之出棧橋、御台場海濱公園、豐洲

道路
- 國道6號
- 東京都道463號上野月島線

## 教育機關
- 台東區立淺草小學校

## 設施
- 台東區立台東區民會館
- 東京都立産業貿易中心台東館

公園
- 台東區立花川戶公園
- 台東區立隅田公園

名所
- 松屋淺草店 - 與淺草站（東武伊勢崎線）聯開
- 淺草地下商店街

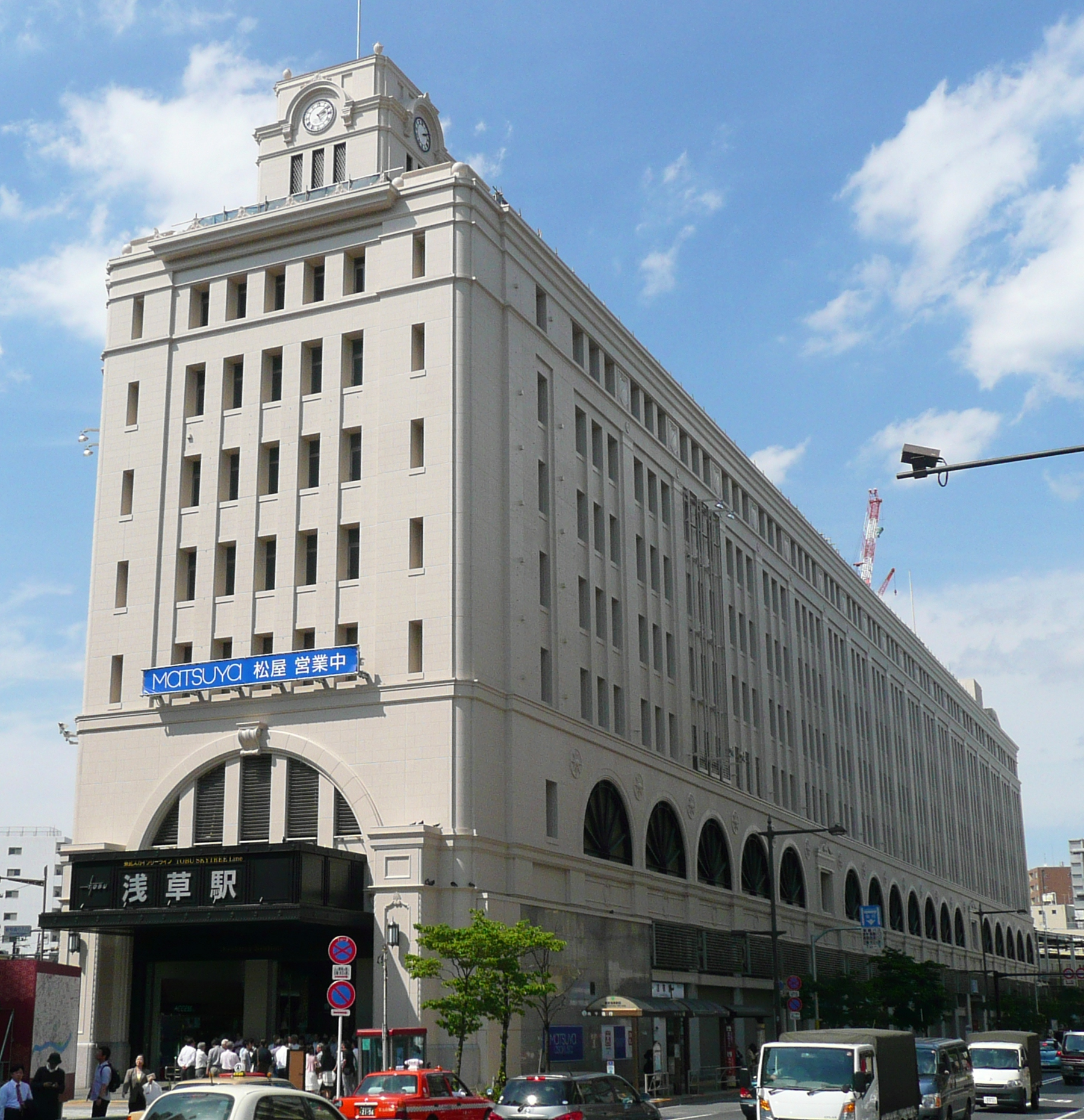
松屋淺草店、淺草站（東武伊勢崎線）
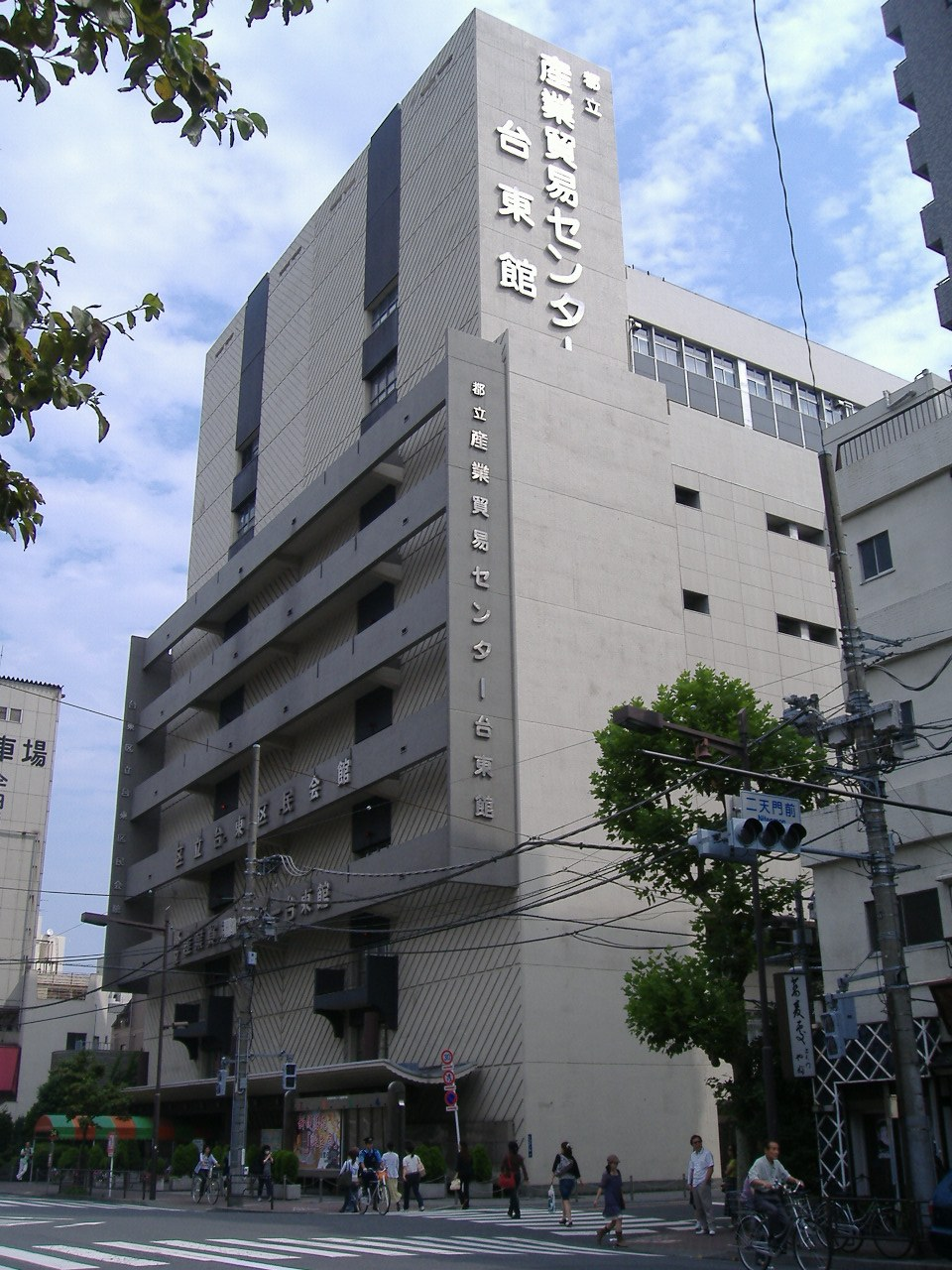
都産貿台東館、台東區民會館

## 備註
1. ↑  住民基本台帳による町丁名別世帯人口数 平成２５年８月１日現在[]

## 外部連結
- 台東區官方網站